# Moreira Alves
José Carlos Moreira Alves (Taubaté, 19 de abril de 1933 — Brasília, 6 de outubro de 2023) foi um magistrado e professor brasileiro. Foi procurador-geral da República de 1972 a 1975 e ministro do Supremo Tribunal Federal (STF) de 1975 a 2003, presidindo o tribunal de 1985 a 1987. Lecionou direito civil e direito romano em diversas universidades.

## Biografia
Moreira Alves formou-se em direito pela então Universidade do Brasil, atualmente Universidade Federal do Rio de Janeiro (UFRJ), em 1955. Na mesma universidade, concluiu o doutorado em 1957.
Lecionou direito civil e direito romano na Universidade Gama Filho (1957 a 1964), direito romano na Faculdade de Direito Cândido Mendes (1960 a 1968), instituições de direito público e privado na Fundação Getúlio Vargas (1964 a 1968) e direito romano especializado no curso de doutorado da Pontifícia Universidade Católica do Rio de Janeiro (1962). Também lecionou na Universidade de São Paulo (1968-1974) e, cedido pela USP, na Universidade de Brasília (1974-2003).
Atuou como advogado desde 1956 até 1975. Foi coordenador da Comissão de Estudos Legislativos do Ministério da Justiça (1969 a 1972 e 1974 a 1975), foi membro da comissão encarregada de elaborar o anteprojeto do Código Civil Brasileiro e chefe do Gabinete do Ministro da Justiça Alfredo Buzaid (1970 a 1971).
Em 1972 foi nomeado pelo presidente da República Emílio Médici para o cargo de Procurador Geral da República, tendo posteriormente, em 1975, sido indicado por Ernesto Geisel para o cargo de ministro do Supremo Tribunal Federal, tomando posse em 20 de junho de 1975 e sendo um dos mais jovens a ocupá-lo. Chegou a presidir os três poderes, pois exerceu a Presidência da República quando o então presidente José Sarney ausentou-se do país e presidiu as sessões iniciais da Assembleia Nacional Constituinte de 1987. Aposentou-se em 20 de abril de 2003, ao atingir a idade limite do serviço público.
Em 7 de dezembro de 2009, foi agraciado com a Grã-Cruz da Ordem do Ipiranga pelo Governo do Estado de São Paulo, na pessoa do então governador José Serra.
Faleceu em Brasília, no dia 6 de outubro de 2023, aos 90 anos, de falência de múltiplos órgãos.

## Principais obras
- Estudos de Direito Romano, Ed. Senado Federal, 2009 (Edições do Senado Federal Vol. 122): coletânea de artigos publicados ao longo da trajetória do autor, com prefácio de Ronaldo Rebello de Britto Poletti.
- Direito Romano, Volume Único, 16ª ed., Ed. Forense, 2014: edição mais recente.
- Direito Romano 1º volume, Ed. Borsoi, 1965; 13ª ed., Ed. Forense, 2000
- Direito Romano 2º volume, Ed. Borsoi, RJ, 1965; 6ª ed., Ed. Forense, 2000
- A Retrovenda, Ed. Borsoi, RJ, 1967; 2ª ed., Ed. Revista dos Tribunais, 1987
- Da Alienação Fiduciária em Garantia, Ed. Saraiva 1973; 3ª ed., Ed. Forense, 1987
- Posse, vol. I (Evolução Histórica), Ed. Forense, 1985; 3ª tir., Ed. Forense, 1999
- A Parte Geral do Projeto de Código Civil Brasileiro, Ed. Saraiva, SP, 1986
- Posse, vol. II, 1º tomo (Estudo Dogmático), Ed. Forense, 1999; 2ª ed., 3ª tir., 1999